# Ritmo circatidale
Il Ritmo circatidale è un ritmo biologico basato sulle maree con un periodo di 12,4 ore, indipendente dal ritmo circadiano.
È stato scoperto nel 2013 da ricercatori dell'Università di Leicester  nel crostaceo Eurydice pulchra.